# Дамм, Арвид Герхард
Арвид Герхард Дамм (швед. Arvid Gerhard Damm; 27 мая 1869—1927) — шведский инженер и изобретатель. Разработчик нескольких шифровальных машин, один из первых изобретателей ротора для шифровальных машин. Основатель компании AB Cryptograph, позже преобразованной в швейцарскую компанию Crypto AG — единственного производителя устройств шифрования, остававшегося коммерчески успешным на протяжении многих лет.

## Биография

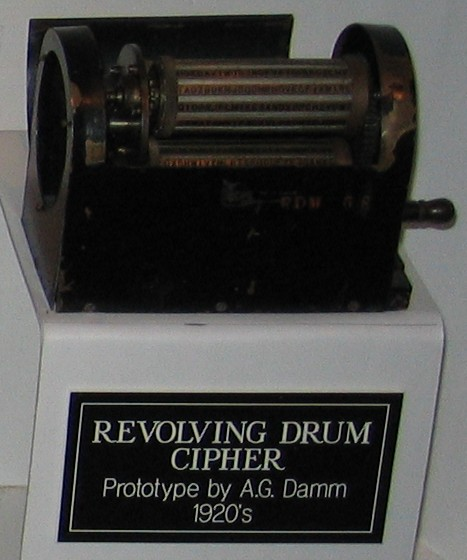
Прототип шифровальной машины Дамма

С юности увлекавшийся механикой, Арвид Дамм работал инженером в текстильной промышленности. Вместе со своим братом, учителем математики, Дамм интересовался криптографией. Уже сделавший изобретение, относящееся к ткацкому станку, Арвид Дамм приступил к разработке шифровальных машин.
В октябре 1914 года Арвид Дамм обратился в МИД Швеции за финансированием разработки шифровальных машин. В своём обращении он указал, что в 1913 году вместе со своим партнёром — шотландским инженером — демонстрировал свои машины правительству Великобритании. Британцы проявили интерес, однако переговоры с ними пришлось прекратить из-за начала войны.
В 1916 году Арвид Дамм основал компанию AB Cryptograph. Одним из инвесторов стал Олоф Гюльден, сын астронома Йохана Гюльдена, проявлявший интерес к математике и криптографии. Арвид Дамм познакомился с Гюльденом, когда был вынужден воспользоваться помощью шведского дипломатического представительства в Берлине для передачи документов в Швецию.
За первые пять лет существования компании было создано несколько прототипов шифровальных машин, однако они оказывались ненадёжными, их было невозможно продать, а разработка останавливалась на стадии прототипа. Одной из разработок было роторное шифровальное устройство — таким образом, Дамм после Хеберна и Шербиуса стал одним из первых изобретателей роторной шифровальной машины, заявку на патент которой он подал 10 октября 1919 года.
К 1921 году у компании возникли финансовые трудности. В это время Дамму удалось найти нового инвестора — Эммануила Нобеля, который потерял собственность в России из-за революции. Нобель и его коллега Карл Хагелин решили, что криптография может сыграть решающую роль в деловой корреспонденции. Представлять свои интересы в компании инвесторы назначили сына Карла Хагелина — Бориса, выпускника Королевского технологического института.
В это время Дамм занимался разработкой шифровальных машин для радиотелеграфии и пытался заинтересовать крупные телеграфные компании. После прихода в компанию Бориса Хагелина, Дамму удалось привлечь внимание четырёх крупнейших телеграфных компаний, для работы с которыми Дамм переезжает в Париж. Тогда же Дамм разработал шифровальную машину Electrocrypto B-18 с упрощёнными роторами, которая послужила основой для первой коммерчески успешной машины B-21, разработанной Хагелином.
Арвид Дамм умер в 1927 или в 1928 году, — ещё до того, как его работы получили признание.